# Paso de Ovejas
Paso de Ovejas là một đô thị thuộc bang Veracruz, México. Năm 2005, dân số của đô thị này là 29828 người.